# Isafjord 1

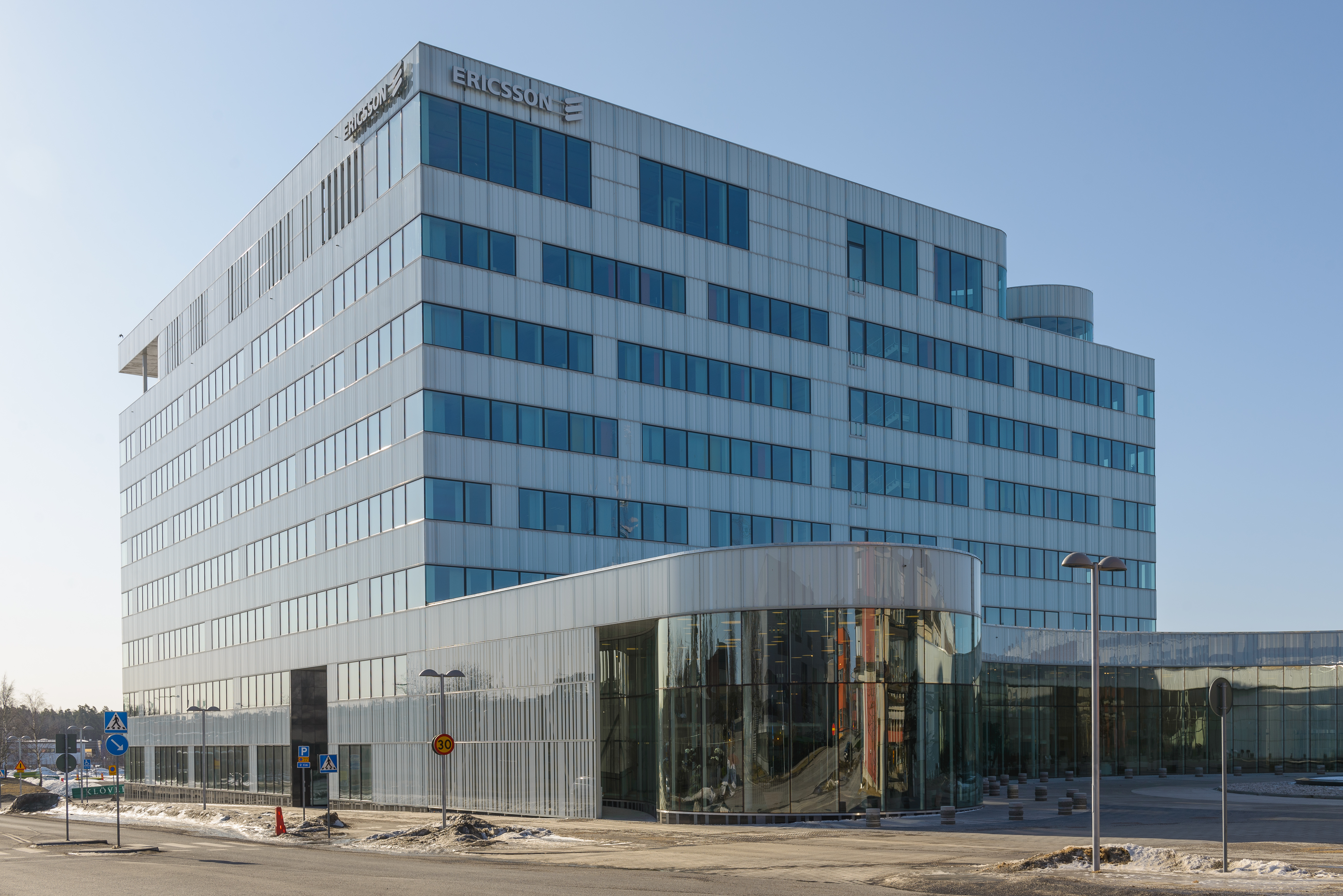
Byggnaden i mars 2013.

Isafjord 1 är en fastighet vid Torshamnsgatan 21-23 i Kista. På området där Ericsson har sitt nuvarande huvudkontor utökades företagets kontorsytor med en ny- respektive ombyggnad. Kontorskomplexet ritades av Wingårdh arkitektkontor och nominerades till Årets Stockholmsbyggnad 2013. 
Nyproduktionen omfattar 27 300 kvadratmeter och ombyggnaden innebär att ett lager på 9 000 kvadratmeter omvandlas till ytor av hög klass. Uppdragsgivaren var fastighetsbolaget Klövern, som tillsammans med arkitekten skapade kontorshus, kundcenter och restaurang. Klöverns investering är beräknad till cirka 660 mkr. Inflyttning i ombyggnaden skedde under tredje kvartalet 2011 och inflyttning i de nyproducerade lokalerna under andra halvan av 2012. Entreprenör var NCC.
Kontorshuset har åtta våningar med fasader klädda av glasskivor. Den interiöra utformningen följer en modell som Wingårdhs använt redan tidigare i flera andra projekt för Ericsson. All vertikal kommunikation som huvudtrappa och hissar placerades i ett via en lanternin dagsljusbelyst atrium mitt i  byggnaden. Här finns ett av husets blickfång: den centralt placerade, korkskruvsliknande trappa som går genom de åtta planen och spänner fritt i en halvcirkel från plan till plan. Kring kärnan finns öppna och flexibla arbetsplatser med mycket dagsljus. Huvudentrén är indragen från gatan till en stor torgliknande entréplats som liksom omfamnas av lägre, uppglasade flygelbyggnader.

## Bilder

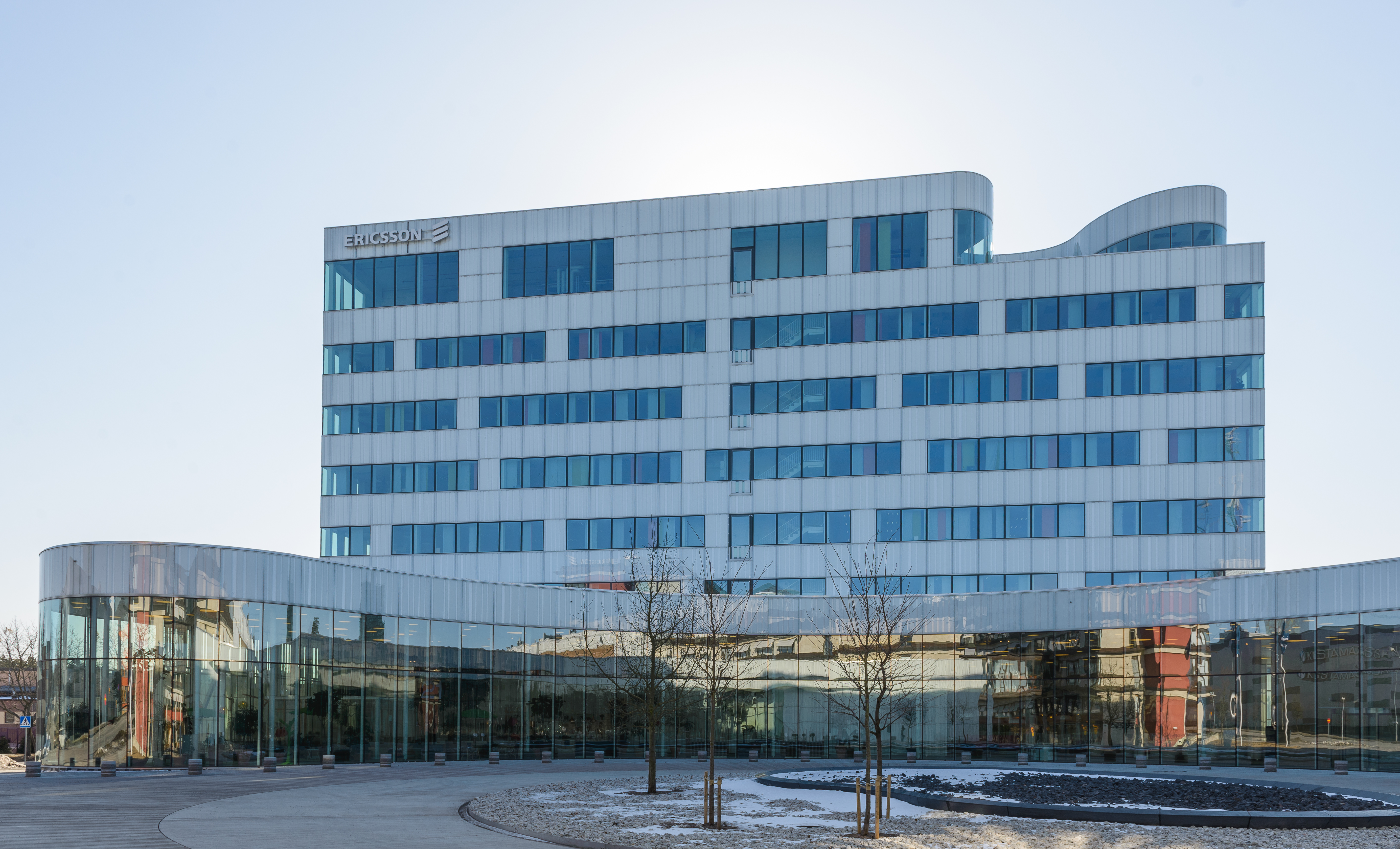
Fasad mot norr
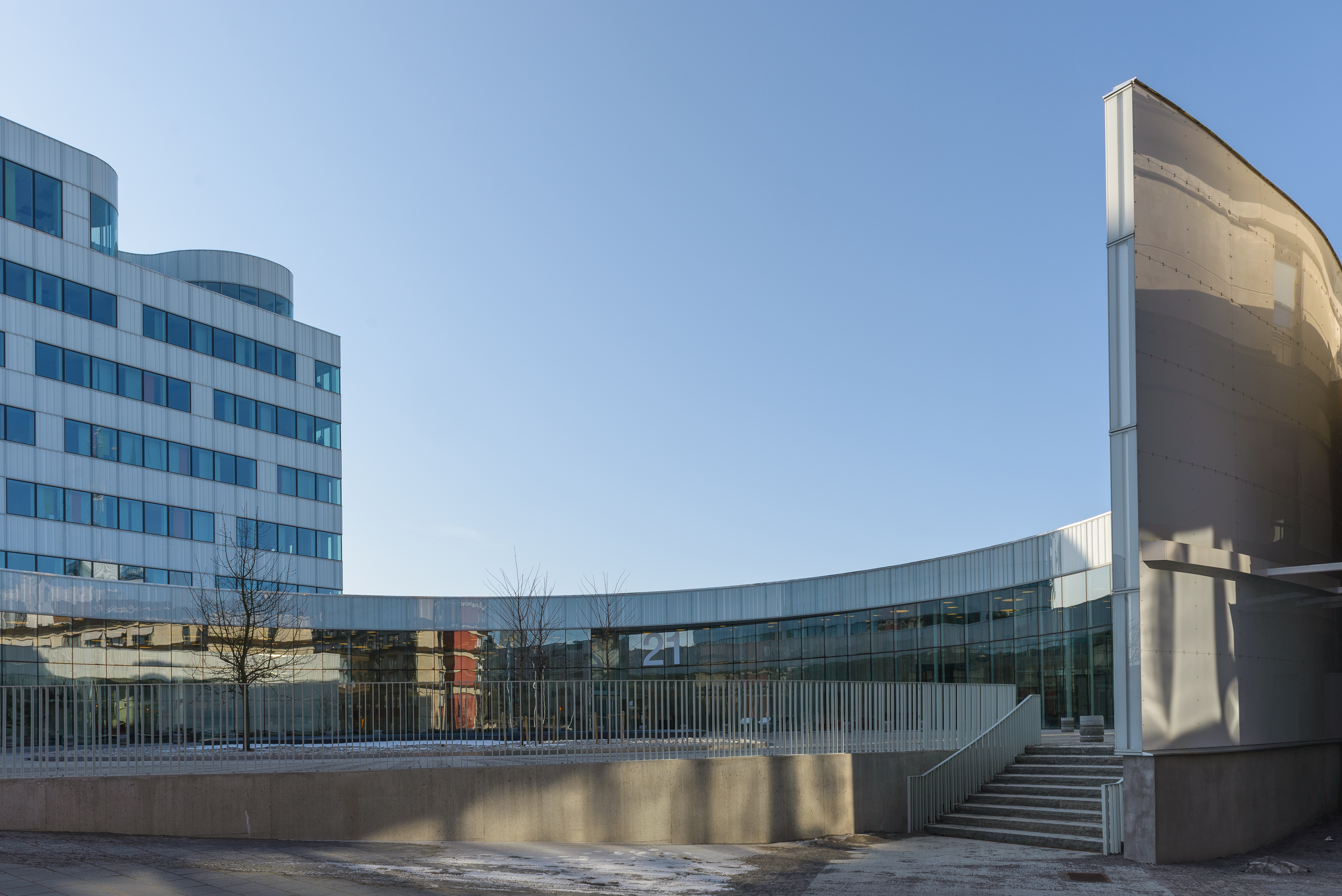
Entréplatsen omgivet av de lägre flygelbyggnaderna.
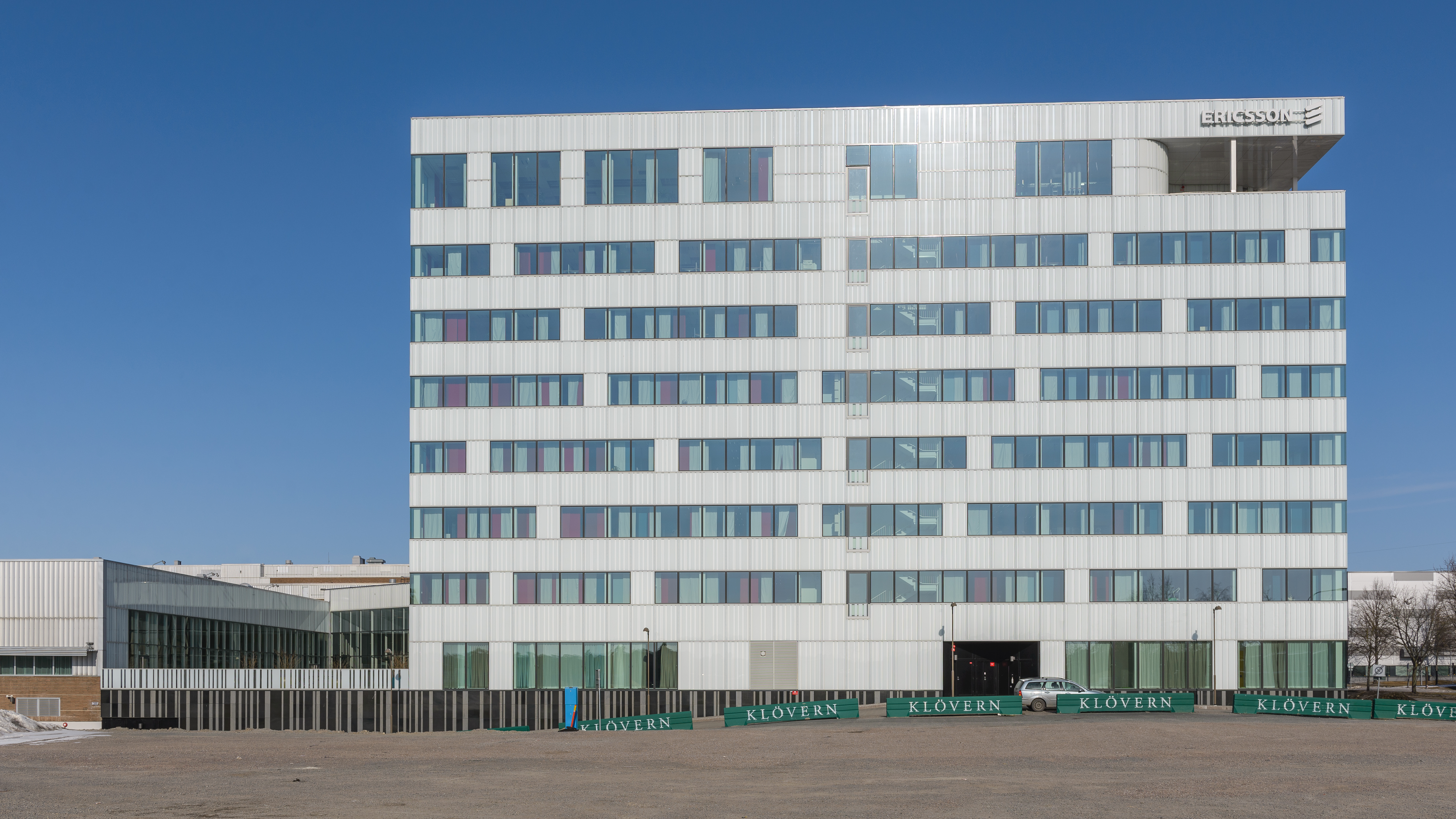
Fasad mot söder
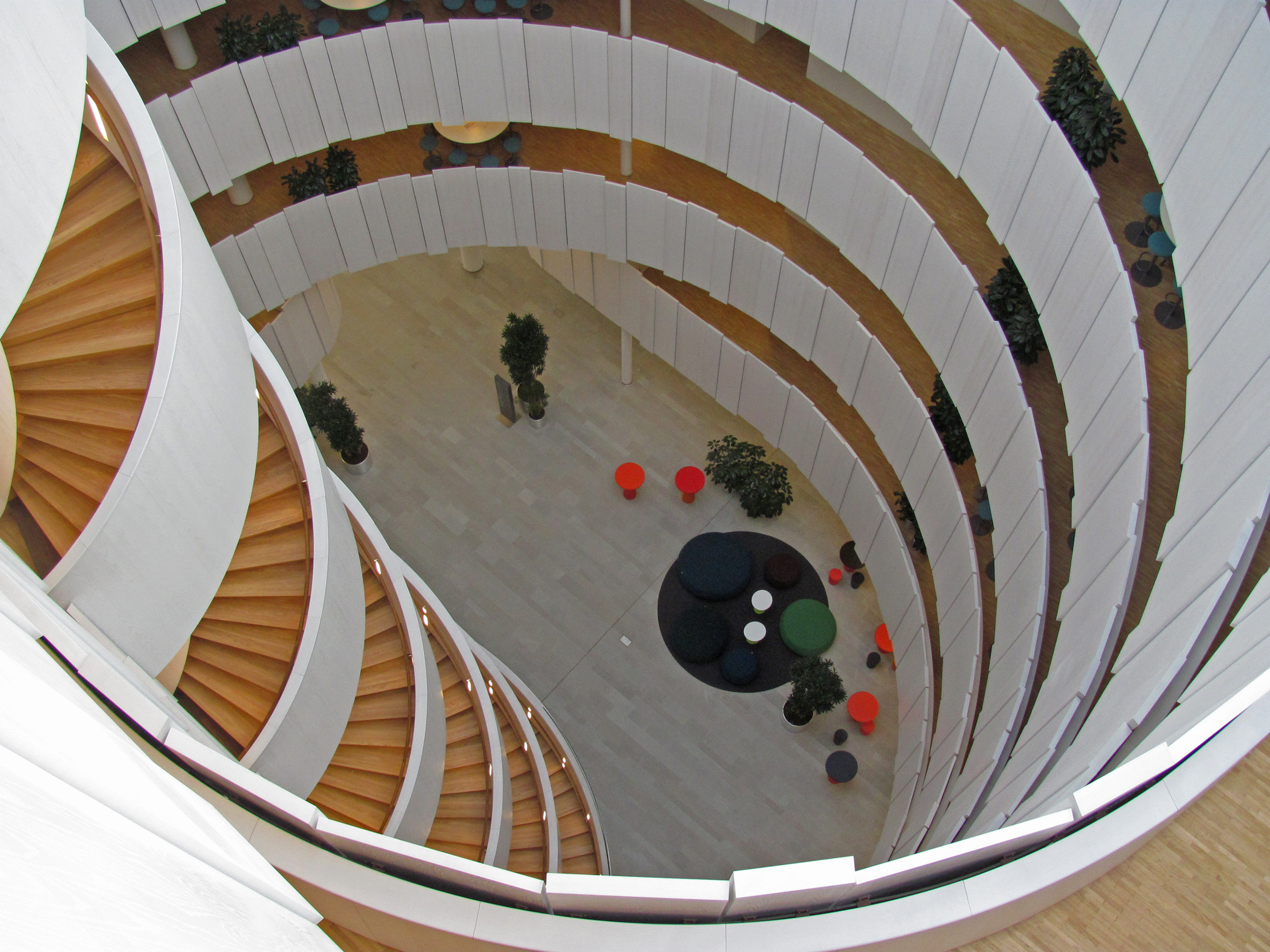
Trappan uppifrån